# 西村和平
西村 和平（にしむら かずひら、1955年〈昭和30年〉10月18日 - ）は、日本の政治家。兵庫県加西市長（3期）。

## 来歴
兵庫県加西市出身。加西市立九会小学校、加西市立加西中学校、兵庫県立北条高等学校卒業。1979年（昭和54年）3月、神戸大学法学部卒業。同年4月、加西市役所に採用される。2010年（平成22年）12月28日、退職。
- 2011年（平成23年）5月22日に行われた加西市長選挙に出馬し、現職の中川暢三を破り初当選（西村：16,475票、中川：10,909票）。投票率は72.45%。6月17日、市長就任。
- 2015年（平成27年）の市長選では、元副市長の東郷邦昭を破り再選（西村：14,451票、東郷：9,680票）。投票率は65.96%[3]。
- 2019年（令和元年）5月19日の任期満了に伴う市長選挙では、候補者の中川暢三・吉田稔を破り3選を果たす。（西村：12,254票、中川：6,467票、吉田：4,030票、投票率：62.68%）[4]。

2022年12月22日の市議会定例会で、2023年5月の任期満了に伴う次期市長選に立候補しない事を表明した。自身の事実上の後継として副市長の河尻悟を挙げており、河尻は西村の市長退任表明と同日に副市長を辞職し、次期市長選への出馬を表明している。投開票の結果、河尻は元市教育長の高橋晴彦に敗れ落選した。